# Zdeněk Gintl
Zdeněk Gintl (13. října 1878, Hořovice – 25. dubna 1936, Praha) byl český knihovník, překladatel a spisovatel. Publikoval též pod pseudonymy Justus a Zdeněk Grygar.

## Život
Po dokončení reálky v Praze (1891) se stal posluchačem ČVUT, avšak studia nedokončil. V roce 1905 se stal úředníkem Magistrátu hl. m. Prahy a od roku 1921 pracoval v pražské městské knihovně, o jejíž vybudování se zasloužil a nakonec se stal ředitelem jejího literárního oddělení. V roce 1929 si nechal postavit vilu v Dejvicích, kde žil se svou manželkou Marií (po její smrti začátkem 60. let 20. století připadl dům státu); jeho manželství však zůstalo bezdětné. Řadu let trávil svou dovolenou v Nové Včelnici, kde oceňovali jeho upřímnou, bodrou povahu a nenucené společenské chování.

## Dílo
- Zdeněk Grygar a Bedřich Vrbský: Jízda pánů – tříaktový mumraj o ženě, Hašlerovo nakladatelství, Praha 1922
- Zdeněk Grygar: Zápas dvou lvů – Lev Taxil proti papeži Lvu XIII., Volná myšlenka československá, Praha 1922
- Zdeněk Gintl: Kněží katoličtí v českém obrození, před ním a po něm, Volná myšlenka československá, Praha 1924
- Zdeněk Grygar a Bedřich Vrbský: Lesní ženka – rokoková veseloherní idyla o čtyřech dějství, E. K. Rosendorf, Praha 1925
- Zdeněk Gintl: Svobodné zednářství – dějiny, učení, zřízení a nepřátelé, Volná myšlenka československá, Praha 1926
- František Karel Soukup a Zdeněk Gintl: Veřejné knihovny v Německu, Obec pražská, Praha 1927
- František Serafínský Procházka, Rudolf Medek a Zdeněk Gintl: Ze svobody k porobě – porobou k svobodě, Československá obec sokolská, Praha 1928
- Zdeněk Gintl: Dvě přednášky, které měl v ř... l.. 28. říjen br. Zd. Gintl, vlastním nákladem, Praha 1936
- Zdeněk Gintl: Postavy a osobnosti (seznam životopisů a osobních monografií), Melantrich, Praha 1936
- Zdeněk Gintl: O starých českých muzikantech, Vojtěch Šeba, Praha 1946

### Překlady
- Molière: Versaillesské impromptu – komedie o jednom dějství, Zátiší, Praha 1922
- Pierre Corneille: Illuse, Zátiší, Praha 1922
- Pierre Corneille: Lhář – komedie o pěti dějstvích, E. K. Rosendorf, Praha 1925
- Ludwig Huna: Granada v plamenech – část I., Přítel knihy, Praha 1928
- Ludwig Huna: Granada v plamenech – část II., Přítel knihy, Praha 1929
- George Bernard Shaw: Veliká Kateřina, Družstevní práce, Praha 1929 (přeloženo spolu s Vladimírem Vendyšem)
- Ludwig Huna: Hvězda Orsiniů, Přítel knihy, Praha 1930
- Ludwig Huna: Římští býci, Přítel knihy, Praha 1930
- Gustav A. E. Bogeng: Knihomilství, Elzevir, Praha 1931
- Honoré de Balzac: Šprýmovné povídačky, kteréžto v opatstvech tourrainských nashromáždil a na světlo vydal pan de Balzac k obveselení pantagruelistův a žádných jiných – první desatero, Plamja, Praha 1931
- Honoré de Balzac: Šprýmovné povídačky, kteréžto v opatstvech tourrainských nashromáždil a na světlo vydal pan de Balzac k obveselení pantagruelistův a žádných jiných – druhé desatero, Plamja, Praha 1931